# غواياكولسولفونيت
غواياكولسلفونيت (بالإنجليزية: Guaiacolsulfonate)‏ (ويسمى أيضًا سلفوغاياكولوم) هو حمض سلفونيك عطري يستخدم في الطب كطارد البلغم.